# Eutetranychus rhusi
Eutetranychus rhusi är en spindeldjursart som beskrevs av Meyer 1988. Eutetranychus rhusi ingår i släktet Eutetranychus och familjen Tetranychidae. Inga underarter finns listade i Catalogue of Life.